# Engin Arık
Engin Arık (* 14. Oktober 1948 in Istanbul, Türkei; † 30. November 2007 bei Keçiborlu, Türkei) war eine türkische Physikerin. Sie war Professorin und leitete die experimentelle Gruppe für Teilchenphysik an der Bosporus-Universität.

## Beruflicher Werdegang
Arık studierte und machte 1969 an der Universität Istanbul ihren Abschluss in Mathematik und Physik. 1971 erwarb sie an der University of Pittsburgh ihren M.Sc. und 1976 ihren Ph. D. Sie führte ihre Studien am Westfield College der University of London fort.
1979 kehrte sie in die Türkei zurück und wurde ein Fakultätsmitglied der Bosporus-Universität in Istanbul. 1983 verließ sie die Universität für zwei Jahre, während derer sie für Control Data Corporation tätig war. 1988 wurde Arık Professorin an der Bosporus-Universität.
Zwischen 1997 und 2000 nahm Arık für die türkische Regierung an den Sitzungen des Kernwaffenteststopp-Vertrags am Sitz der Internationalen Atomenergieorganisation (IAEA) der Vereinten Nationen in Wien teil.
Sie arbeitete am CERN in der Schweiz an ATLAS und am CAST-Experiment mit.

## Privat
Sie war mit Metin Arık verheiratet, der als Professor an derselben Fakultät der Bosporus-Universität tätig ist. Aus der Ehe gingen zwei Kinder hervor. Arık wurde bei einem Flugzeugabsturz (Atlasjet-Flug 4203) am 30. November 2007 getötet.

## Werke (Auswahl)
- Proceedings of the sixth international Wigner Symposium, 16-22 August 1999 İstanbul, Turkey. Verlag Boğaziçi University Press, İstanbul 2002, ISBN 975-518-188-1.
- Technical Papers - Laminar Flow of a Nonlinear Viscoplastic Fluid Through an Axisymmetric Sudden Expansion. In: Journal of Fluids Engineering. vol. 121, 2, 1999, S. 488. OCLC 4656616205.
- Study of boundary layer structure using laser doppler velocimetry, conditional sampling, and polymer additives. Dissertation. Harvard University, 1986, OCLC 20516579.